# Engels (stad)
Engels (Russisch: Э́нгельс) is een stad gelegen in de oblast Saratov in Rusland en had, volgens de volkstelling in 2010, 202.419 inwoners. De stad ligt aan de rivier de Wolga. Aan de overkant ligt de veel grotere stad Saratov en ten zuiden de plaats Privolzjski.
Engels werd in 1747 gesticht als Pokrovskaja Sloboda (Покровская слобода) door Oekraïense kolonisten. Onder Catharina de Grote vestigden vele zogenaamde Wolga-Duitsers zich in deze plaats die zij Kosakenstadt noemden. In 1914 werd de plaatsnaam veranderd in Pokrovsk (Покровск) en in 1931 werd de stad uiteindelijk naar Friedrich Engels vernoemd. Ten noorden van Engels ligt de naar Karl Marx vernoemde stad Marx. Engels was tussen 1924 en 1941 de hoofdplaats van de Wolga-Duitse Republiek.
De strategisch belangrijke Vliegbasis Engels-2 is gevestigd vijf kilometer ten oosten van de stad. Deze basis is sinds het uitbreken van de Russische invasie van Oekraïne in 2022 ingezet als uitvalsbasis voor aanvallen op Oekraïne en is zelf ook een aantal malen door Oekraïense aanvallen getroffen.

## Bekende inwoners
- Joeri Gagarin (1934-1968), ruimtevaarder
- Alfred Schnittke (1934-1998), componist en pianist van Joods-Wolga-Duitse komaf
- arty (1989), DJ/producer

Bestuurlijk centrum: Saratov

Arkadak · Atkarsk · Balakovo · Balasjov · Chvalynsk · Engels · Jersjov · Kalininsk · Krasnoarmejsk · Krasny Koet · Marx · Novo-oezensk · Petrovsk · Poegatsjov · Rtisjtsjevo · Sjichany · Volsk